# ヘイティング・ゲーム 〜恋とキャリアの必勝法〜
『ヘイティング・ゲーム 〜恋とキャリアの必勝法〜』（原題:The Hating Game）は、2021年に公開されたアメリカ合衆国のロマンティック・コメディ映画である。監督はピーター・ハッチングズ、主演はルーシー・ヘイルとオースティン・ストウェルが務めた。本作はサリー・ソーンが2016年に発表した小説『大嫌いゲーム』を原作としている。

## 概略
ニューヨーク。ルーシー・ハットンは出版社で社長の秘書として働いていた。心優しいルーシーは冷血な仕事の鬼にしか見えない同僚、ジョシュアのことを忌み嫌っていたが、その嫌悪感は昇進争いが絡むや一層増大した。お互いに相手の下で働く気は毛頭なく、昇進できなかった方が退社するという約束を交わすほどであった。
ところが、エレベーター内でのとあるハプニングをきっかけに、ルーシーは自分がジョシュアに魅力を感じ始めているのではないかと疑い始める。果たして、ルーシーがジョシュアに対して抱く感情は単なる憎悪なのか、それとも恋愛感情に裏打ちされた憎悪なのか。

## キャスト
- ルーシー・ハットン：ルーシー・ヘイル
- ジョシュア・テンプルマン：オースティン・ストウェル
- ダニー・フレッチャー：デイモン・ダウノ
- ヘレン：サキナ・ジャフリー
- パトリック・テンプルマン：ニコラス・バルーディ
- ベクスレー：コービン・バーンセン
- アナベル：ターニャ・アスネス
- ジュリー：ヤシャ・ジャクソン
- マック：ブロック・ユーリッヒ
- ミンディ：キャスリン・ボスウェル

## 製作・音楽
2019年5月16日、ピーター・ハッチングズ監督の新作映画にルーシー・ヘイルとロビー・アメルが出演することになったと報じられた。7月19日、ジーナ・トーレスの起用が発表されたが、結局、トーレスが本作に出演することはなかった。2020年11月、アメルが降板することになり、オースティン・ストウェルがその代役を務めることになった。同月21日、本作の主要撮影がニューヨークで始まった。
2021年12月10日、リパブリック・レコーズが本作のサウンドトラックを発売した。

## 公開・マーケティング
2021年7月12日、ヴァーティカル・エンターテインメントが本作の北米配給権を獲得したとの報道があった。11月5日、本作のオフィシャル・トレイラーが公開された。

## 評価
本作は批評家から好意的に評価されている。映画批評集積サイトのRotten Tomatoesには21件のレビューがあり、批評家支持率は71%、平均点は10点満点で6.3点となっている。インディワイアーのケイト・アーブランドは本作にB-評価を下し、「ヘイルとストウェルをキャスティングしたのは見事な判断であり、2人が織りなすケミストリーは確かに存在している。これこそが『ヘイティング・ゲーム 〜恋とキャリアの必勝法〜』をセクシーで面白い作品たらしめている大きな要因である」と述べている。